# Boyan Slat
Boyan Slat (Delft, 27 de juliol de 1994) és un militant ecologista neerlandès. Abandona els seus estudis en enginyeria aeronàutica a la Universitat Tècnica de Delft per llançar el seu projecte i empresa The Ocean Cleanup, que dirigeix i que pretén netejar els oceans i sobretot la sopa de plàstic del Pacífic.

## The Ocean Cleanup
El principi de la neteja dels oceans és la col·locació de barreres flotants en forma de V a una profunditat de 3 m. Les barreres retindran els plàstics i altres objectes a la deriva i els conduiran cap a una plataforma d'extracció. Aquesta plataforma, que funciona amb energia solar, recuperarà els materials per la seva evacuació i el seu reciclatge.
El projecte es va popularitzar arran de la seva participació en una conferència TED («How the Oceans can clean themselves», o «Com els oceans poden netejar-se ells mateixos») l'any 2012. Després d'haver guanyat en notorietat, el projecte passa a una fase de prerealització gràcies a un finançament participatiu de 2 milions de dòlars.
Després d'una fase d'experimentació l'any 2017 al mar del Nord destinada a verificar la resistència del projecte a intempèries, el projecte es va posar en marxa el 2018, per tal de lluitar contra la Sopa de plàstic del Pacífic.
El primer dispositiu, anomenat System 001, abandona el port de San Francisco el 10 de setembre de 2018. D'una longitud de 600 m i d'una profunditat de 3 m, ha de recórrer a prop de 450 km per arribar al vòrtex des de Califòrnia, arrossegat pel Maersk Launcher. És posat en marxa el 17 d'octubre de 2018.
Un mes després de la seva posada en servei, es comprova que si el dispositiu en forma de U arriba bé a captar el plàstic, aquest tendeix a sortir de la xarxa, perquè la barrera flotant es desplaça més lentament que els residus. Per a posar-hi remei, és previst apartar les extremitats de la barrera, per passar de 60 a 70 metres de distància. El 29 de desembre, un equip d'inspecció comprova que la barrera s'ha trencat, a 18 metres de l'extremitat. L'assaig ha de ser aturat, després d'haver recol·lectat aproximadament dues tones de plàstics.
El setembre de 2019, un nou prototip és posat en marxa al vòrtex de residus del Pacífic nord. L'afegitó d'una àncora i d'un paracaigudes de frenada crea una diferència de velocitat entre els plàstics i la barrera, i això permet recollir els residus sense esforç exterior.
El novembre de 2019, revela un nou projecte, The Interceptor, destinat a lluitar contra la contaminació de plàstics als cursos d'aigua, responsable del 80 % de la contaminació plàstica mundial, segons les dades avançades. El projecte pren la forma d'una gavarra autònoma de 24 metres de llarg, alimentada per panells solars. Boyan Slat pretén desplegar The Interceptor als mil rius amb més pol·lució del món en cinc anys.

## Guardons
El novembre 2014, a Boyan Slat li van concedir el premi "Champions of the Earth" a la categoria "Inspiració i acció", en el marc del Programa de les Nacions Unides per al Medi Ambient (PNUE).
El desembre 2017,  la revista Elsevier li concedeix el títol de neerlandès de l'any.

## Illa de Tsushima
El juny de 2015, Boyan Slat, llavors amb vint-i-un anys, emprèn una primera experiència a gran escala de neteja dels oceans en col·laboració amb les autoritats de l'illa de Tsushima, situada entre el Japó i Corea del Sud. Un estudi de viabilitat de juny 2015 i ha de llançar la instal·lació d'un embassament flotant de 2 km de longitud al llarg de l'illa. L'objectiu del projecte és la recuperació dels residus flotants i a continuació el reciclatge de les matèries recuperades.
El projecte del mar del Nord es va aturar al cap de dos mesos a causa d'importants deterioraments patits pel prototip. El febrer de 2017, el projecte Tsushima no ha vist encara la llum.
Va participar en la reunió del grup Bilderberg de 2017.